# Gare de Mertzwiller
La gare de Mertzwiller est une gare ferroviaire française de la ligne de Haguenau à Hargarten - Falck, située sur le territoire de la commune de Mertzwiller, dans la collectivité européenne d'Alsace, en région Grand Est.
Elle est mise en service en 1864 par la Compagnie des chemins de fer de l'Est. Son bâtiment actuel est construit pendant la période de l'annexion allemande par la Direction générale impériale des chemins de fer d'Alsace-Lorraine (EL).
Au XXIe siècle, c'est une halte voyageurs de la Société nationale des chemins de fer français (SNCF), du réseau TER Grand Est, desservie par des trains express régionaux.

## Situation ferroviaire
Établie à 165 mètres d'altitude, la gare de Mertzwiller est située au point kilométrique (PK) 10,804 de la ligne de Haguenau à Hargarten - Falck, entre les gares ouvertes de Schweighouse-sur-Moder et de Gundershoffen, s'intercale la gare fermée de Mietesheim.
Gare de bifurcation, elle était l'origine au PK 0,00 de la ligne de Mertzwiller à Seltz (déclassée et déposée).

## Histoire
La gare de Mertzwiller est mise en service par la Compagnie des chemins de fer de l'Est, le 19 décembre 1864, lorsqu'elle ouvre à l'exploitation sa ligne de Niederbronn à Haguenau. Deux ans plus tard, en 1866, « Mertzwiller », figure dans le guide du voyageur en France publié par Hachette,  elle est établie à 11 km de Haguenau, elle dessert un village industriel. 
En 1871, la gare entre dans le réseau de la Direction générale impériale des chemins de fer d'Alsace-Lorraine (EL) à la suite de la défaite française lors de la guerre franco-allemande de 1870 (et le traité de Francfort qui s'ensuivit). En 1875, la station de Mertzwiller est desservie par quatre trains dans chaque sens sur la relation Haguenau - Forbach. 

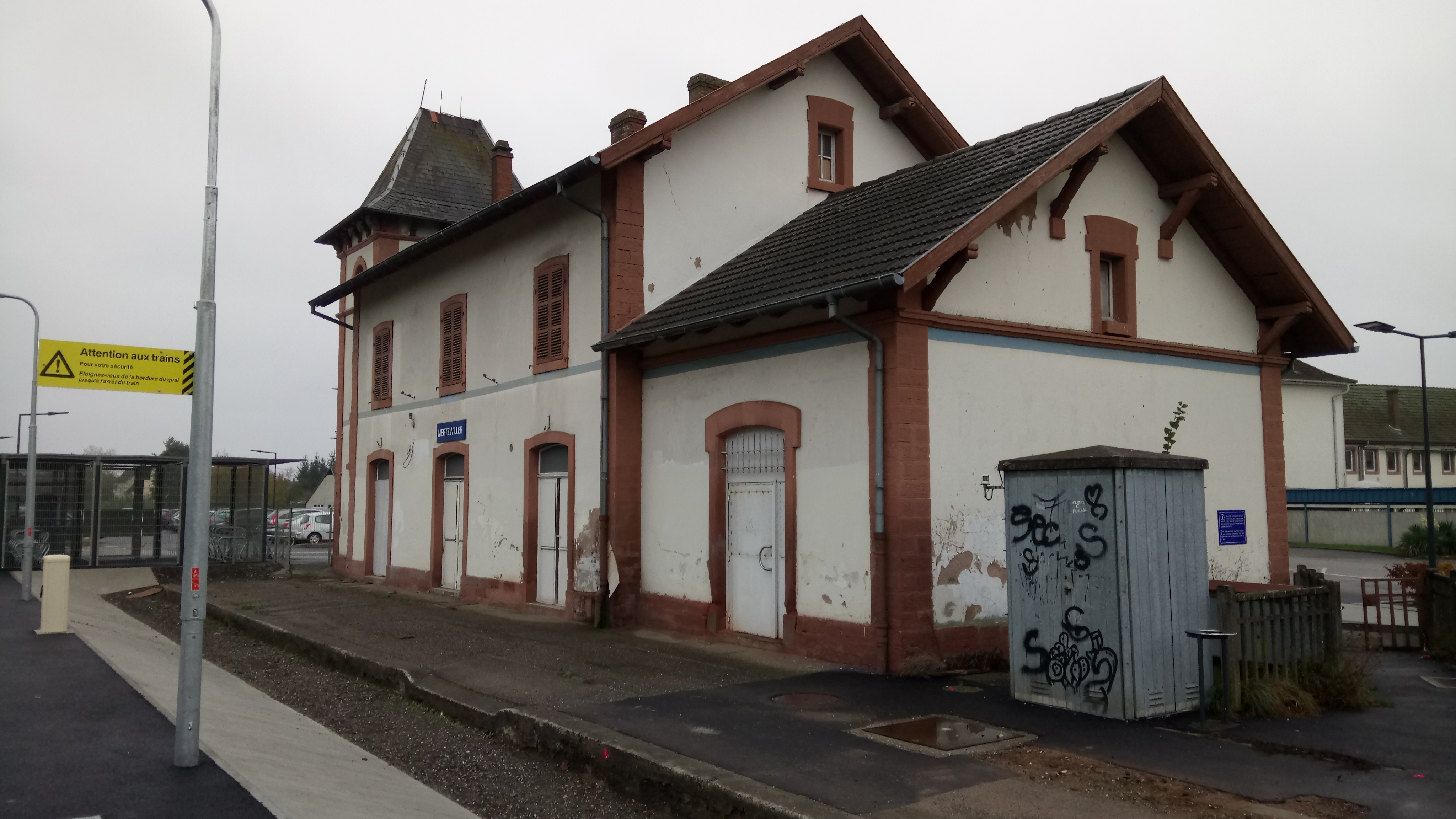
L'ancien bâtiment voyageurs construit par les allemands en 1905.

La ligne de Mertzwiller à Seltz via Walbourg est ouverte le 1er novembre 1893 par l'EL. L'actuel bâtiment voyageurs est construit en 1905[réf. souhaitée].
Le 19 juin 1919, la gare entre dans le réseau de l'Administration des chemins de fer d'Alsace et de Lorraine (AL), à la suite de la victoire française lors de la Première Guerre mondiale. Puis, le 1er janvier 1938, cette administration d'État forme avec les autres grandes compagnies la SNCF, qui devient concessionnaire des installations ferroviaires de Mertzwiller. Cependant, après l'annexion allemande de l'Alsace-Lorraine, c'est la Deutsche Reichsbahn qui gère la gare pendant la Seconde Guerre mondiale, du 1er juillet 1940 jusqu'à la Libération (en 1944 – 1945).
La section de Mertzwiller à Walbourg, de la ligne de Mertzwiller à Seltz, est fermée au service des voyageurs le 1er octobre 1947 (déclassée en 1954).
En 1962, la gare dispose, outre la voie principale, d'un évitement, de plusieurs voies de service et d'un quai militaire.
Les abords de la gare et le quai sont modernisés en 2017. Les travaux comprennent notamment l'installation d'un abri pour les voyageurs et les vélos, le renouvellement de la signalétique ainsi que le réaménagement du parking pour les véhicules.

## Fréquentation
De 2015 à 2024, selon les estimations de la SNCF, la fréquentation annuelle de la gare s'élève aux nombres indiqués dans le tableau ci-dessous.
| Année     | 2015   | 2016   | 2017   | 2018   | 2019    | 2020   | 2021    | 2022    | 2023    | 2024    |
| --------- | ------ | ------ | ------ | ------ | ------- | ------ | ------- | ------- | ------- | ------- |
| Voyageurs | 74 110 | 80 337 | 83 684 | 88 847 | 104 121 | 86 344 | 104 311 | 141 651 | 147 944 | 151 293 |

## Service des voyageurs

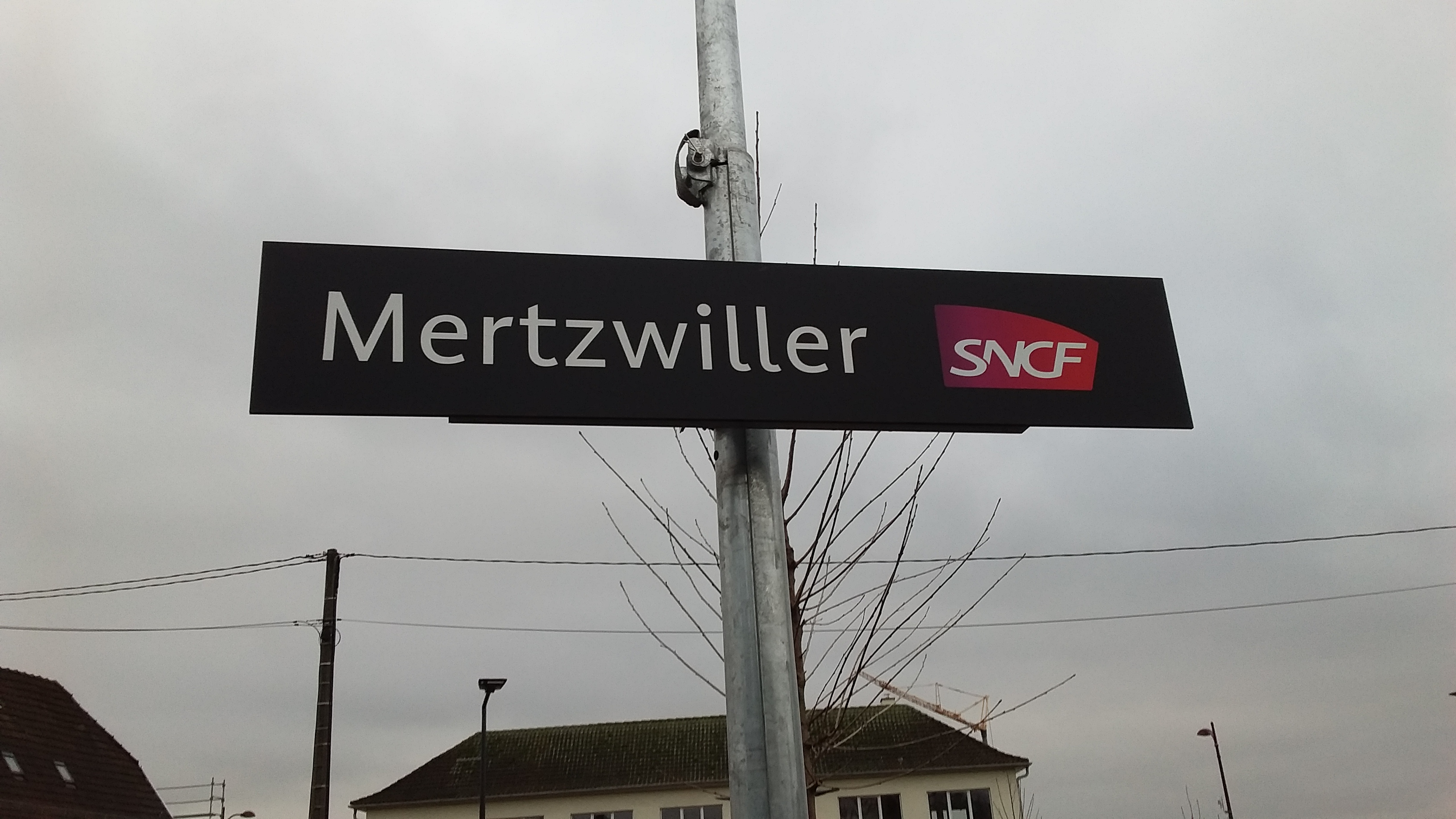
Signalétique sur quai.

### Accueil
Halte SNCF, c'est un point d'arrêt non géré (PANG) à entrée libre. Elle dispose d'un automate pour l'achat de titres de transport.

### Desserte
Mertzwiller est desservie par les trains TER Grand Est de la relation Strasbourg-Ville - Niederbronn-les-Bains.

### Intermodalité
Un parc pour les vélos et un parking pour les véhicules y sont aménagés.
La gare est également desservie par des autocars TER reliant Haguenau à Bitche.

## Patrimoine ferroviaire
L'ancien bâtiment voyageurs est fermé au public.
Côté quai, il se compose d'une partie centrale à étage de trois travées prolongée d'un côté par une aile basse sous toit à deux pentes et de l'autre par une tour légèrement plus haute que l'ensemble. La différence des percements et encadrements de la partie centrale pourrait s'expliquer par un réemploi (partiel) du bâtiment d'origine[réf. souhaitée]. Côté rue, l'agencement est plus complexe avec une extension de deux travées sous toit à croupe greffée à la partie centrale, une aile en appentis devançant la tour et un raccord entre le toit et l'angle de la tour.